# Milonia tomosceles
Milonia tomosceles är en spindelart som beskrevs av Tamerlan Thorell 1895. Milonia tomosceles ingår i släktet Milonia och familjen hjulspindlar.
Artens utbredningsområde är Myanmar. Inga underarter finns listade i Catalogue of Life.